# Palais de Dunfermline
 (février 2016).
Si vous disposez d'ouvrages ou d'articles de référence ou si vous connaissez des sites web de qualité traitant du thème abordé ici, merci de compléter l'article en donnant les références utiles à sa vérifiabilité et en les liant à la section « Notes et références ».
Le palais de Dunfermline est un ancien palais royal écossais situé dans la ville du même nom, dans le Fife. Il est actuellement en ruine et est géré par l'Historic Scotland. Il s'agit d'une importante attraction touristique de Dunfermline.

## Historique
Dunfermline était la résidence favorite de nombreux monarques écossais. L'histoire documentée mentionnant ce lieu comme résidence royale commence au XIe siècle, avec Malcolm III qui en fit sa capitale. Il avait établi son siège dans la tour Malcolm (en) (Malcolm's Tower), située à proximité, à quelques centaines de mètres à l'ouest du futur palais. Ce fut à Dunfermline que naquirent David II et Jacques Ier d'Écosse pendant la période médiévale.
Le palais de Dunfermline est attenant à l'abbaye de Dunfermline, occupant un site situé entre l'abbaye et de profondes gorges se dirigeant vers le sud. Il est relié aux anciens quartiers résidentiels monastiques de l'abbaye par une guérite placée au-dessus de l'une des portes de ville médiévales de Dunfermline appelées pends (ou yett) en écossais. Le bâtiment occupe donc l'espace où, à l'origine, se trouvait la maison d'hôtes de l'abbaye.
Cependant, ses vestiges reflètent en grande partie la forme selon laquelle le bâtiment fut développé et réinventé par Jacques IV dans les années 1500. Au cours du XVIe siècle, les monarques d'Écosse et les membres de la famille royale étaient souvent dans la résidence.
En 1589, le roi Jacques VI offrit le palais comme cadeau de mariage à Anne de Danemark à la suite de leur union. Elle donna naissance à trois de leurs enfants en ce lieu; Élisabeth (1596), Charles (1600), et Robert (en) (1602).
Après l'Union des Couronnes en 1603, le déplacement de la cour écossaise à Londres signifiait que le bâtiment allait être rarement visité par un monarque. Dix tapisseries appartenant à la collection de tapisserie royale (en) se trouvaient encore là en 1616, datant de l'époque où le prince Charles résidait au Palais. Lorsque Charles 1er y retourna en 1633 pour son sacre écossais, il ne visita que brièvement son lieu de naissance. Le dernier monarque à occuper le palais fut Charles II qui séjourna à Dunfermline en 1650, juste avant la bataille d'Inverkeithing. Peu de temps après, pendant l'occupation Cromwellienne de l'Écosse, le bâtiment fut abandonné, et en 1708, le toit avait disparu.

## Vestiges
Tout ce qui reste du palais aujourd'hui, c'est la cuisine, ses caves, et l'impressionnant mur côté sud dominant le Firth of Forth.

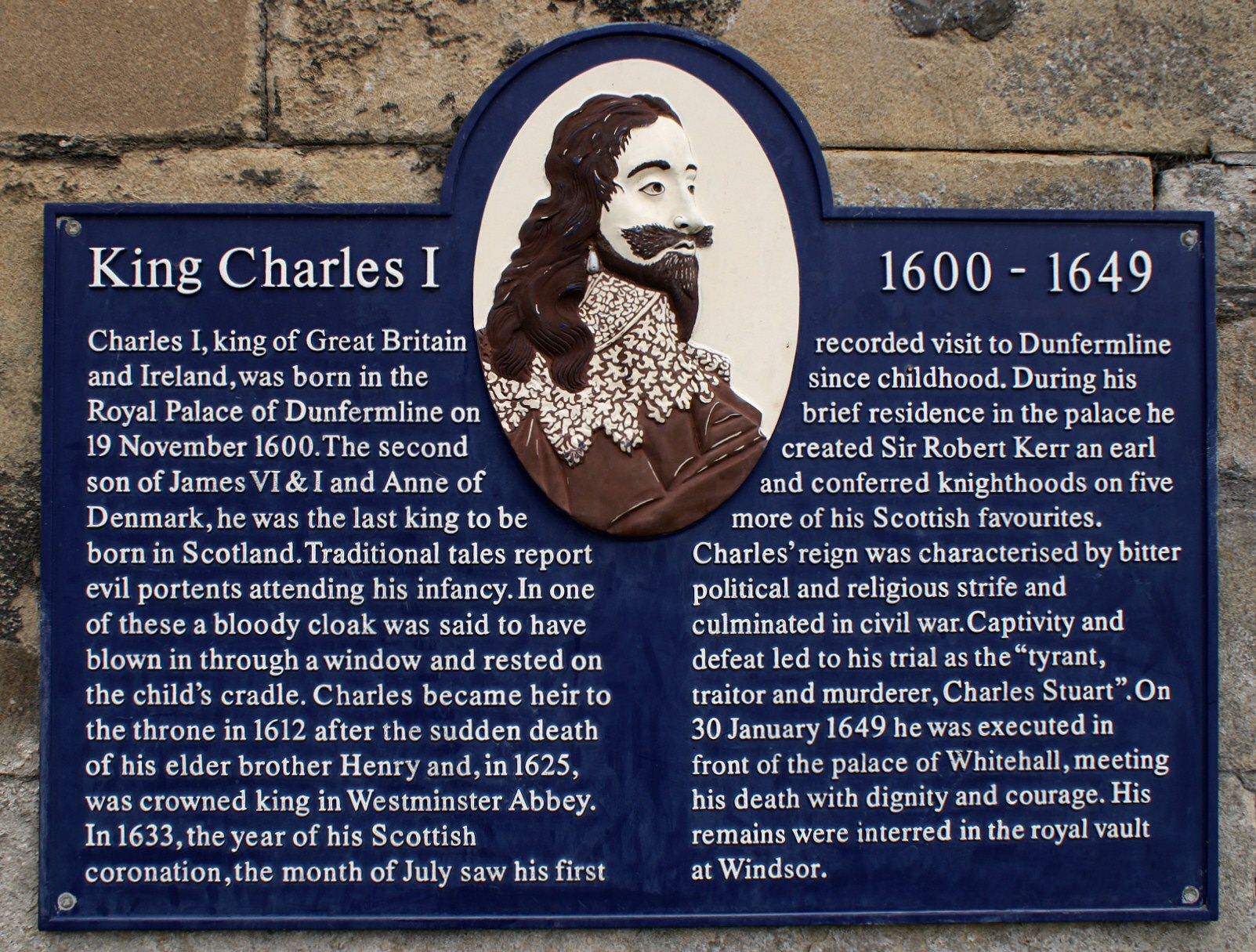
Plaque commémorant le roi Charles 1er, né au palais de  Dunfermline en 1600
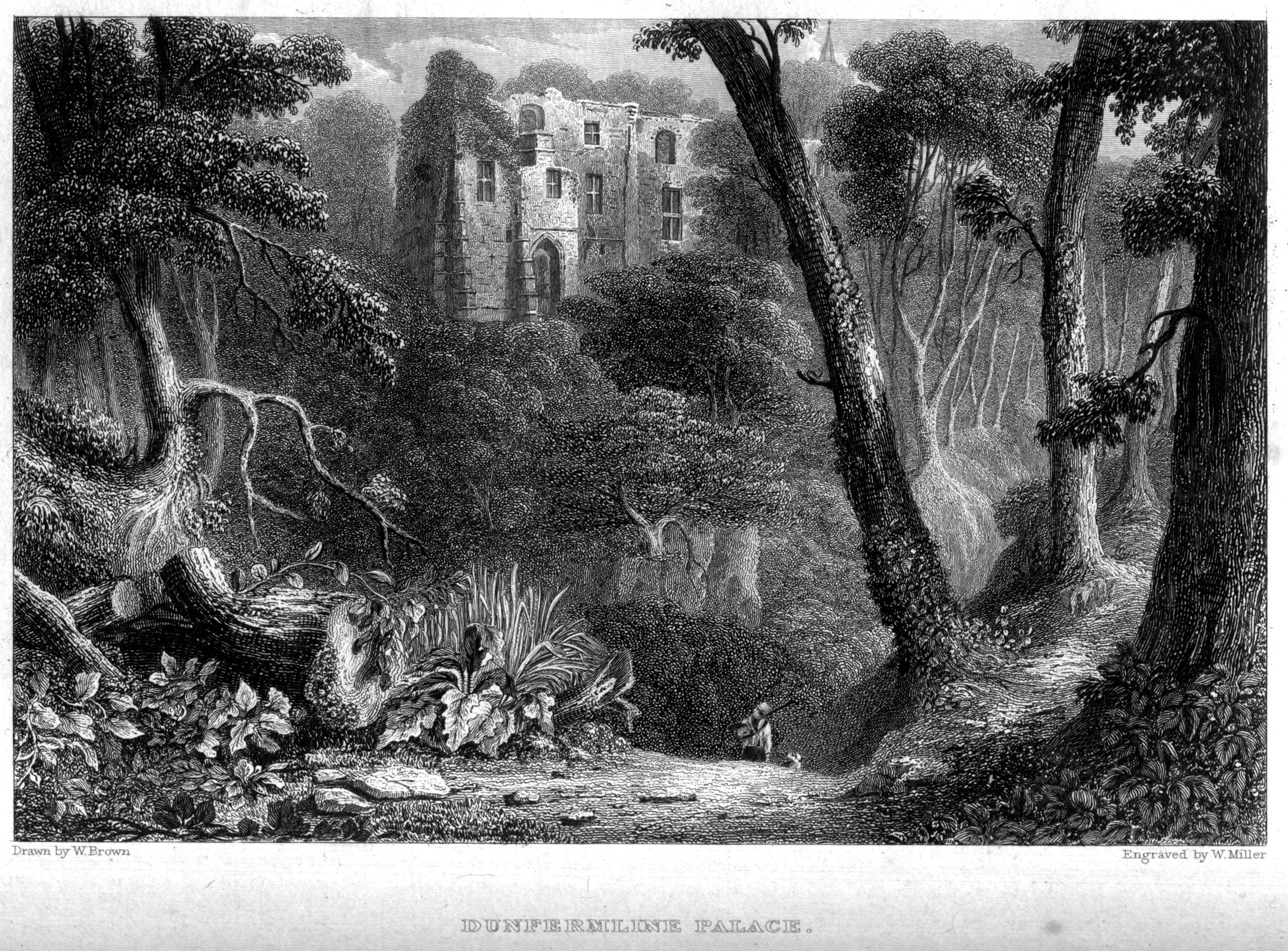
Palais de Dunfermline, gravure de William Miller
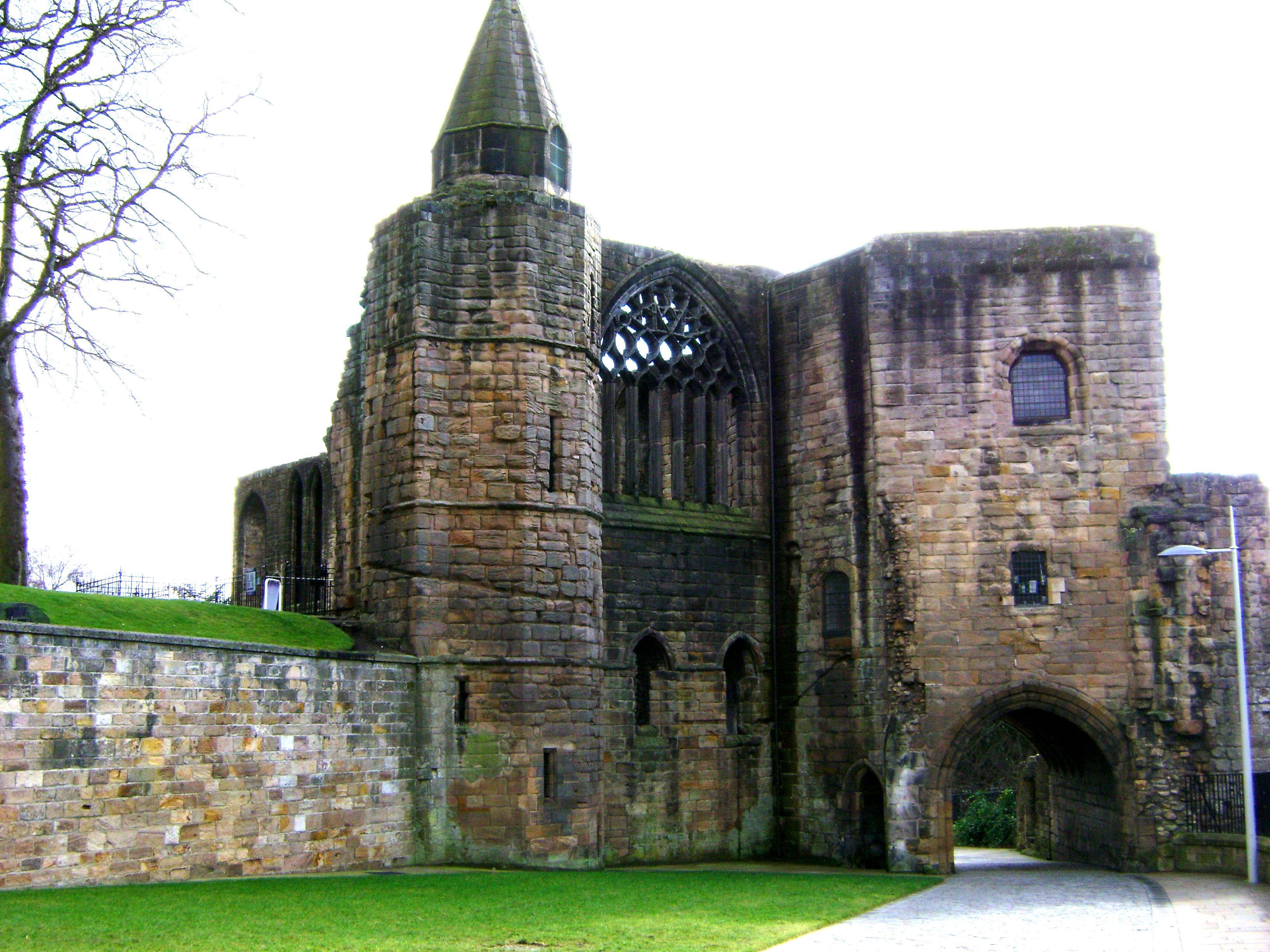
Le corps de garde et la porte de ville  ("pend" en écossais) reliant le palais de Dunfermline à l'abbaye.